# Лясковиці (Мазовецьке воєводство)
Лясковиці (пол. Laskowice) — село в Польщі, у гміні Корчев Седлецького повіту Мазовецького воєводства.
Населення — 141 особа (2011).
У 1975-1998 роках село належало до Седлецького воєводства.

## Демографія
Демографічна структура станом на 31 березня 2011 року:
|          | Загалом | Допрацездатний вік | Працездатний вік | Постпрацездатний вік |
| -------- | ------- | ------------------ | ---------------- | -------------------- |
| Чоловіки | 70      | 15                 | 31               | 24                   |
| Жінки    | 71      | 16                 | 29               | 26                   |
| Разом    | 141     | 31                 | 60               | 50                   |